# 塩屋方圀
塩屋 方圀（しおや かたくに、1851年1月9日（嘉永3年12月8日） - 1914年（大正3年）11月11日）は、日本陸軍の軍人。最終階級は陸軍中将。

## 経歴
石川県出身。金沢藩士・堀尾治郎兵衛の息子として生まれ、塩屋新五の養子となる。西南戦争では砲兵第6大隊を指揮し熊本鎮台に籠城した。
1887年（明治20年）11月、砲兵大佐に昇進し、同月、広島鎮台参謀長に就任。1888年（明治21年）5月、広島鎮台が第5師団に改編され、引き続き参謀長を務める。1892年（明治25年）2月、陸軍大学校長に転じた。
1894年（明治27年）8月、陸軍少将に進み、同月、第1軍兵站監に就任し日清戦争に出征。1895年（明治28年）7月、要塞砲兵監に就任。1896年（明治29年）10月、威海衛占領軍司令官兼歩兵第2旅団長に転じた。
1898年（明治31年）3月、対馬警備隊司令官に就任。1899年（明治32年）3月、陸軍中将に進み東京湾要塞司令官に着任。1902年（明治35年）5月、予備役に編入された。

## 栄典
位階
- 1890年（明治23年）1月17日 - 従五位[2]
- 1894年（明治27年）10月10日 - 正五位[3]
- 1902年（明治35年）6月30日 - 正四位[4]

勲章等
- 1885年（明治18年）11月19日 - 勲三等旭日中綬章[5]
- 1895年（明治28年）
  - 8月20日 - 功三級金鵄勲章、勲二等瑞宝章[6]
  - 11月18日 - 明治二十七八年従軍記章[7]
- 1906年（明治39年）4月1日 - 勲一等旭日大綬章・明治三十七八年従軍記章[8]

## 親族
- 兄 堀尾晴義（陸軍大佐）
- 弟 佐双左仲（海軍造船総監）
- 娘婿 安田善衛（保善社理事）

## 脚註
1. 1 2  『人事興信録 初版』人事興信所、1903年、p.1054。
2. ↑  『官報』第1970号「叙任及辞令」1890年1月25日。
3. ↑  『官報』第3388号「叙任及辞令」1894年10月11日。
4. ↑  『官報』第5696号「叙任及辞令」1902年7月1日。
5. ↑  『官報』第782号「叙任」1886年2月13日。
6. ↑  『官報』第3644号「叙任及辞令」1895年8月21日。
7. ↑  『官報』第3849号・付録「辞令」1896年5月1日。
8. ↑  『官報』号外「叙任及辞令」1907年1月28日。